# Ginástica artística nos Jogos Olímpicos de Verão de 2008 - Argolas

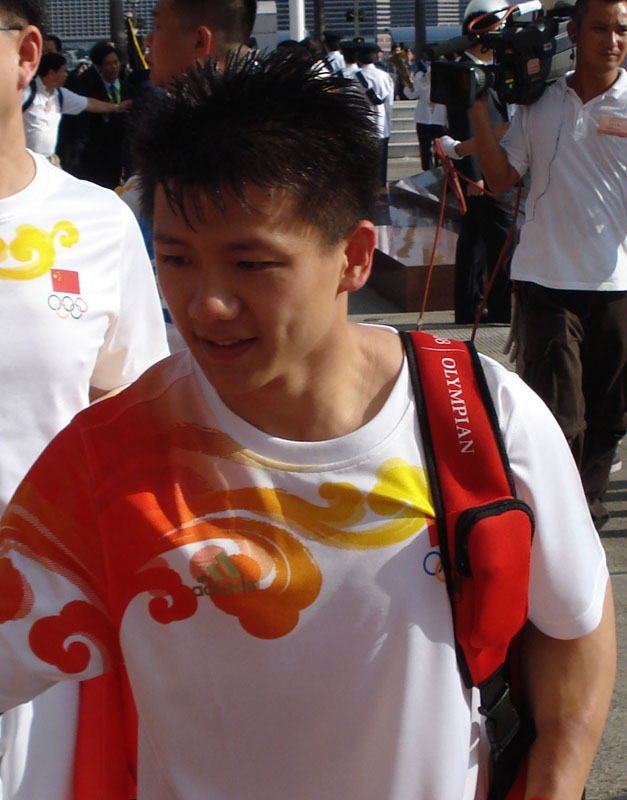
Chen Yibing, vencedor da medalha de ouro.

A final masculina das argolas da ginástica artística nos Jogos Olímpicos de Verão de 2008 foi realizada no Estádio Nacional Indoor de Pequim, em 18 de agosto.

## Medalhistas
| Ouro   | CHN Chen Yibing        |
| Prata  | CHN Yang Wei           |
| Bronze | UKR Oleksandr Vorobiov |

## Atletas classificados
- CHN Chen Yibing
- BUL Jordan Jovtchev
- UKR Oleksandr Vorobiov
- CHN Yang Wei
- ITA Matteo Morandi
- ITA Andrea Coppolino
- FRA Danny Pinheiro Rodrigues
- ROU Robert Stănescu

## Resultados
| Pos.              | Ginasta                      | Nota A | Nota B | Pen. | Total  |
| ----------------- | ---------------------------- | ------ | ------ | ---- | ------ |
| Medalha de ouro   | CHN Chen Yibing              | 7.300  | 9.300  |      | 16.600 |
| Medalha de prata  | CHN Yang Wei                 | 7.500  | 8.925  |      | 16.425 |
| Medalha de bronze | UKR Oleksandr Vorobiov       | 7.200  | 9.125  |      | 16.325 |
| 4                 | ITA Andrea Coppolino         | 7.100  | 9.125  |      | 16.225 |
| 5                 | FRA Danny Pinheiro Rodrigues | 7.500  | 8.725  |      | 16.225 |
| 6                 | ITA Matteo Morandi           | 7.100  | 9.100  |      | 16.200 |
| 7                 | ROU Robert Stănescu          | 7.000  | 8.825  |      | 15.825 |
| 8                 | BUL Jordan Jovtchev          | 6.800  | 8.725  |      | 15.525 |